# Bechme-Talsperre
Die Bekhme-Talsperre ist ein unvollendetes Talsperren-Bauprojekt in der autonomen Region Kurdistan im Irak.
Mit dem Bau der Talsperre wurde in den 1980er Jahren unter Saddam Hussein begonnen. Sie liegt am Großen Zab (Greater Zab River) im Norden des Irak auf kurdischem Gebiet kurz unterhalb der Mündung des Rowanduz in den Zab. Der Staudamm, ein Felsschüttdamm, sollte von türkischen und jugoslawischen Unternehmen errichtet werden. Er sollte 230 m hoch werden, nach anderen Angaben 204 m. (Möglicherweise sind dies die Höhen über Gründungssohle und über Talsohle.)
Die Talsperre soll der Bewässerung, dem Hochwasserschutz, der Wasserversorgung und der Stromerzeugung dienen. Es ist ein Wasserkraftwerk mit einer Leistung von 1536 MW geplant. Der Speicherraum soll nach verschiedenen Quellen 17 oder 33 Milliarden Kubikmeter umfassen.
Der Bau wurde 1991 nach dem zweiten Golfkrieg aufgegeben und die bisher errichteten Bauwerke wurden nach Saddams Sturz von Kurden als Protest gegen dessen Unterdrückungspolitik wieder zerstört. Maschinen und Ausrüstung wurde in den Iran verkauft. Inzwischen wird ein Weiterbau unter dem neuen Namen „Al-Faris“ geplant.